# 阿苏埃瓦尔
阿苏埃瓦尔，是西班牙瓦伦西亚自治区卡斯特利翁省的一个市镇。总面积23平方公里，总人口327人（2001年），人口密度14人/平方公里。